# Кислово (Волгоградская область)
Кислово — село в Быковском районе Волгоградской области России. Является административным центром Кисловского сельского поселения.

## География
Село расположено на левом берегу Волги (Волгоградского водохранилища), в Заволжье. Районный центр — рабочий посёлок Быково, расположен в 13 километрах южнее (вниз по течению), по трассе путь составляет 20 км. В 3 километрах восточнее села проходит трасса Р226.
У села находится Кисловский сосновый бор — старовозрастные насаждения сосны на песках площадью 60 гектар. До 2006 года бор входил в список особо охраняемых природных территорий Волгоградской области, на территории допускалось проведение работ, предусмотренных только материалами лесоустройства.
Южнее села берет начало Кисловский магистральный канал, крупное гидротехническое и обводнительно-оросительное сооружение.

## Население
Динамика населения села Кислово:
| Год     | 1861 | 1897 | 2002 |
| ------- | ---- | ---- | ---- |
| Жителей | 1478 | 3357 | 2640 |
| Мужчин  | 719  | 1665 |      |
| Женщин  | 759  | 1692 |      |
| Дворов  | 195  |      |      |

## Инфраструктура
Село частично газифицировано, есть магазины, Кисловская средняя общеобразовательная школа, больница отделение почтовой связи 404066. Больница упразднена.

## История
С 1553 года на территории нынешнего села жил беглый крестьянин Кислов, переправившийся на бревнах с правого берега. К нему стали примыкать другие беглые, поселение росло и в 1773 году образовалось село Кислово.
По состоянию на 1859 год хутор Кислово принадлежал ко второму стану Царевского уезда Астраханской губернии. В селе была православная церковь.
В 1910—1913 годах в Царевском уезде Астраханской губернии находилась Кисловская волость с центром в селе Кислово.
8 декабря 1921 года Всероссийский центральный исполнительный комитет принял постановление «Об утверждении Николаевского уезда Царицынской губернии». Кисловская волость входила в Николаевский уезд Царицынской губернии.
На 01 января 1936 года село входило в Кисловский сельский совет Быковского района.
Решением Сталинградского облисполкома от 24 апреля 1952 года № 16/778 в связи со строительством Сталинградской ГЭС ряд населённых пунктов был перенесён в Быковском районе выше зоны затопления в том же населённом пункте, в том числе и село Кислово.
01 февраля 1963 года Указом Президиума Верховного Совета РСФСР в Волгоградской области было произведено укрупнение районов, в результате которого Быковский район был ликвидирован с передачей его территории в состав Николаевского района, в том числе и Кисловского сельского совета.
На основании решения Волгоградского облисполкома от 18 января 1965 года № 2/35 и Указа Президиума Верховного Совета РСФСР от 12 января 1965 года в Волгоградской области вновь был образован Быковский район за счёт разукрупнения Николаевского и Среднеахтубинского районов. В состав Быковского района из Николаевского был передан в том числе и Кисловский сельский совет.
В соответствии с решением Волгоградского облисполкома от 11 февраля 1981 года № 3/101 были исключены из учётных данных как фактически несуществующие следующие населенные пункты: отделение № 1 совхоза "Волжский и отд. № 2 совхоза «Волжский» Кисловского сельсовета, жители переселены в село Кислово.